# Кирицы

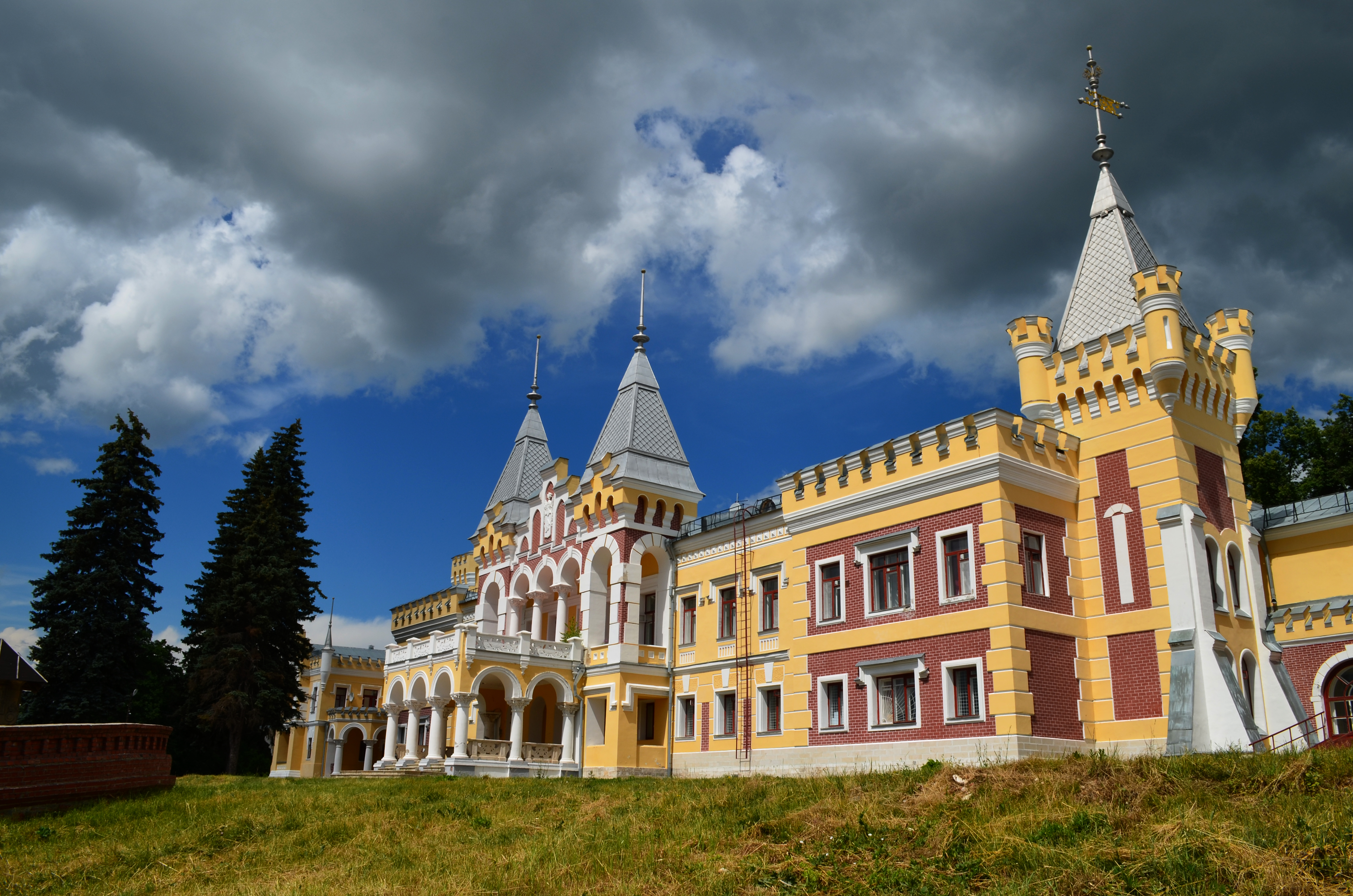
Бывшая усадьба С. П. фон Дервиза, ныне туберкулёзный детский санаторий

Ки́рицы — село в Кирицком сельском поселение Спасского муниципального района Рязанской области.
В селе жил до своей смерти Герой Советского Союза Иван Кузнецов.

## География
Расположено в 50 км к юго-востоку от Рязани. Находится на высоте 131 м над уровнем моря.
Через село протекает река Кирица и проходит старый участок трассы М5 (в 2017 году был открыт скоростной обход Кириц и соседнего села Сушки).

## История
Село Кирицы находится в 13 км от Спасска-Рязанского (бывший Спасский уезд). Усадьба и завод по производству зеркал основаны в 1780 году промышленником И. Боленсом. После смерти в 1822 году последнего представителя рода Боленсов они достаются по наследству его двоюродным сестрам, но очень скоро полноправным хозяином усадьбы и завода становится Карл Иванович Генике (аптекарь). Будучи богомольным человеком, Генике пожертвовал средства на постройку каменной церкви в Кирицах и подарил земельные угодья Никоновскому монастырю. Однако, судя по письму Генике своему управляющему, написанному им за месяц до своей смерти, был чрезмерно суров и даже жесток со своими рабочими: «Прибавок на работу Вы никому (то есть рабочим,—А. Ф.) никаких не делайте, ибо оно рассматривалось начальством, и найдены их претензии пустыми, а за грубость и непослушание велено их судить, следовательно, всякая прибавка послужит только ко вреду…».
После смерти К. И. Генике в 1854 году имение с заводом перешло его жене и брату, а через год было куплено управляющим и родственником К. Н. Смольяниновым. Новый собственник серьезно подошел к организации зеркального производства, приглашая на свое предприятие специалиста-немца и лично ознакамливаясь с изготовлением зеркал на лучших предприятиях за границей. Кирицкая фабрика считалась по техническому оборудованию и качеству выпускаемой продукции лучшей в тогдашней России. С 1872 года имением (с предприятием) по завещанию владеют наследники К. Н. Смольянинова, а вскоре все управление сосредоточилось в руках его сына — Николая. С этих пор фабрика по производству зеркал в Кирицах стала называться фирмой «Братьев Смольяниновых».
С годами фабрика пришла в упадок и в 1892 году закрылась. Имение с пустующими фабричными постройками было продано С. П. фон Дервизу — сыну одного из крупных деятелей железнодорожного строительства в России, действительного статского советника П. Г. фон Дервиза. Новый владелец разобрал фабричные строения и полученным кирпичом выстлал дорогу в парке, ведущую к железнодорожной станции. Он также полностью перестроил господский дом в сказочный дворец по проекту начинающего архитектора Ф. О. Шехтеля в стиле зарождающегося русского «модерна». Были разбиты цветники, устроены фонтаны, оборудованы декоративные мосты, выстроен каменный роскошный манеж при въезде в имение.
В 1908 году усадьбу приобрел шталмейстер светлейший князь К. А. Горчаков, который сам в ней не жил. После революции в главном доме имения разместилось сельскохозяйственное училище, затем — местный техникум, а после — Дом отдыха. В 1938 году в особняке был открыт санаторий для детей, больных костно-суставным туберкулёзом.

## Население
| 1859 | 1906 | 2010  |
| ---- | ---- | ----- |
| 1750 | ↘761 | ↗1255 |

## Экономика
В селе находится магазин Дикси, Пятёрочка и ещё 9 магазинов. Имеются очистительные сооружения. 
Туберкулёзный детский санаторий, расположенный в усадьбе С. П. фон Дервиза.

## Достопримечательности
- Усадьба С. П. фон Дервиза в селе Кирицы (архитектор Ф. О. Шехтель). С годами некоторые постройки были утрачены. Но общее впечатление чудесной гармонии и фантастической красоты сохранилось. Сам дворец отреставрирован и по-прежнему вызывает изумление своей сказочной красотой. В декабре 2018 года 17 исторических объектов Рязанской области, сохранившихся в первозданном виде до наших дней, были включены в перечень культурного наследия региона. Одиннадцать из них являются частью промышленно-усадебного комплекса в Кирицах. К ним относятся: два жилых дома — графский и прислуги, земское училище, водонапорная башня, здание маслозавода, конюшня и каретная, винокуренный завод, ледник и хозпостройка. Просторный парк усадьбы также внесли в список культурного наследия[7].
- Природный национальный парк